# ساباط کاروان
ساباط کاروان مربوط به دوره قاجار است و در دزفول، محله قلعه، کوچه کاروان واقع شده و این اثر در تاریخ ۱۲ بهمن ۱۳۸۱ با شمارهٔ ثبت ۷۱۰۳ به‌عنوان یکی از آثار ملی ایران به ثبت رسیده است.